# Ganggantingan
Ganggantingan is een bestuurslaag in het regentschap Lamongan van de provincie Oost-Java, Indonesië. Ganggantingan telt 2147 inwoners (volkstelling 2010).